# Salem Express

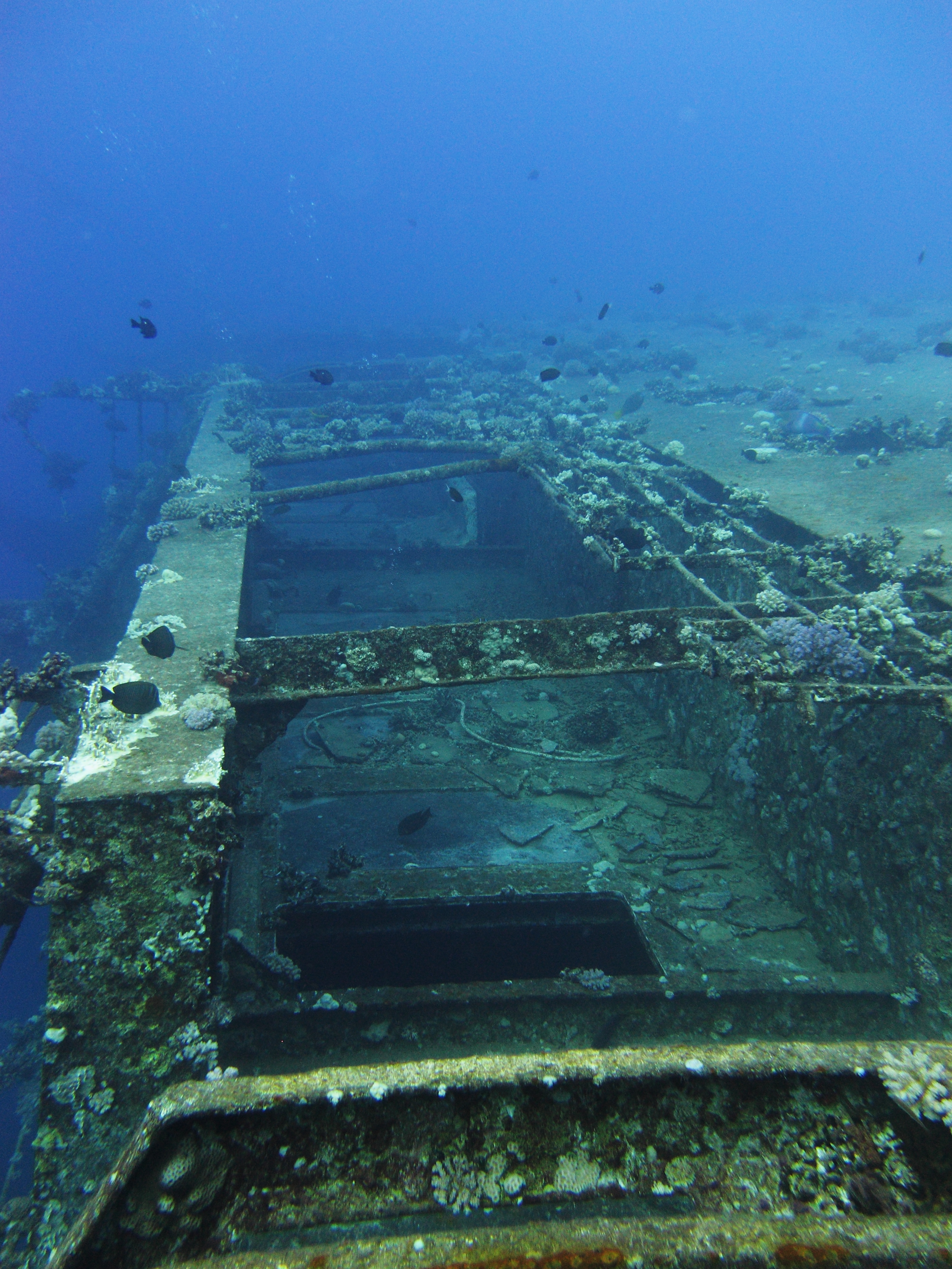
Salem Express на дне Красного моря

Salem Express — египетский грузопассажирский паром. В 1991 году потерпел крушение и затонул в Красном море недалеко от города Бур-Сафага. По разным оценкам погибло от 470 до 1000 человек.

## Судно
Трёхпалубный грузопассажирский паром построен французской судостроительной компанией Forges & Ch de Mediterranee в La Seyne для компании Samatour Shipping. Спущен на воду в 1966 году под названием Fred Scamaroni. В 1980 году был переименован в Nuits Saint George, в 1982 году получил название Lord Sinai, в 1984 — Al Tahra. В 1988 году переименован в Salem Express.
Габариты: Длина — 100,29 м, ширина — 17,8 м, осадка — 4,92 м. Водоизмещение — 4771 тонн. Четыре восьмицилиндровых двигателя мощностью 14 880 л. с., позволяли ему развивать максимальную скорость до 22 узлов. Он мог перевозить 142 автомобиля, а также 650 пассажиров + команда. На момент крушения принадлежал транспортной компании Samatour и базировался в порту Сафага.

## Катастрофа
15 декабря 1991 года паром направлялся из Джидда (Саудовская Аравия) в Сафагу. Согласно официальным данным, на борту находилось шестьсот пятьдесят человек — 578 пассажиров (в основном паломников, возвращающихся из Мекки) и 72 члена экипажа. На подходе к Сафаге капитан судна — Хасан Халил Моро принял решение отклониться от официального маршрута и пройти между рифами Hyndman и берегом, что давало экономию времени порядка двух часов.
До этого дня он поступал так неоднократно, однако на этот раз, в условиях сильного шторма и плохой видимости, судно напоролось на рифы. От удара паром получил большую пробоину в корпусе, также была сорвана носовая рампа. Вода хлынула внутрь корабля, и он очень быстро затонул.
По причине плохих метеоусловий спасательная операция началась только утром. К этому времени большинство из 170 выживших добрались до берега самостоятельно.
Всех погибших извлечь из затонувшего корабля не удалось, поэтому он был объявлен египетскими властями братской могилой.